# 教育法学
教育法学（きょういくほうがく）とは、教育法を対象とする学問のことである。

## 概要
教育法学の方法としては、法解釈学および法社会学があるとされ、法学研究者による研究が多く発表されている。
教育法学の成立は歴史的に浅く、日本教育法学会の設立は1970年（昭和45年）である。もっとも、教育法の研究は1950年代より行われており、どこに「学」の成立を見るかで見解は異なっている。
現在、大学において教育法という講座を開講している大学は非常に少ない。また、教育法研究者のほとんどは、憲法・行政法・民法・教育学など教育法以外の分野を専門としつつ、同時に教育法の研究を行っており、教育法学のみを専門に研究している現役の法学者は、獨協大学の市川須美子のみである。